# سيمون مور
سيمون مور (بالإنجليزية: Simon Moore)‏ (19 مايو 1990 في المملكة المتحدة - ) هو لاعب كرة قدم بريطاني في مركز حراسة المرمى. لعب مع كارديف سيتي ونادي بريستول سيتي ونادي برينتفورد ونادي فارنبوروه وBasingstoke Town F.C. ‏ وBrading Town F.C. ‏.

## وصلات خارجية
- سيمون مور على موقع قاعدة بيانات كرة القدم.إي يو (الإنجليزية)
- سيمون مور على موقع Soccerbase.com (لاعب) (الإنجليزية)
- سيمون مور على موقع Soccerway.com (الإنجليزية)
- سيمون مور على موقع عالم كرة القدم.نت (الإنجليزية)
- سيمون مور على موقع AS.com (الإسبانية)